# Kraftwerk Seraing
Das Kraftwerk Seraing ist ein GuD-Kraftwerk in der Stadt Seraing, Provinz Lüttich, Belgien, das an der Maas liegt. Die installierte Leistung des Kraftwerks beträgt 460 (bzw. 470 oder 485) MW. Es ist im Besitz von Luminus und wird auch von Luminus betrieben.

## Kraftwerksblöcke
Das Kraftwerk besteht derzeit (Stand März 2021) aus einem Block. Die folgende Tabelle gibt einen Überblick:
| Block | Einheit | Leistung Turbine (MW) | Leistung Generator (MVA) | Betriebsbeginn | Turbine | Generator | Dampfkessel | Status |
| ----- | ------- | --------------------- | ------------------------ | -------------- | ------- | --------- | ----------- | ------ |
| 1     | 1       | 150                   | 240                      | 1994           | Siemens | ACEC      | CMI         |        |
|       | 2       | 150                   | 240                      | 1994           | Siemens | ACEC      | CMI         |        |
|       | 3       | 160                   | 240                      | 1994           | Alstom  | ACEC      |             |        |

Der Block 1 besteht aus zwei Gasturbinen sowie einer nachgeschalteten Dampfturbine. An die beiden Gasturbinen ist jeweils ein Abhitzedampferzeuger angeschlossen, der dann die Dampfturbine versorgt.
Das Kraftwerk ist mit den beiden Gasturbinen an ca. 3000 Stunden im Jahr in Betrieb; die Dampfturbine wird dagegen nicht eingesetzt. Es ist seit 2011 nur zeitweise in Betrieb, wird aber als Teil der strategischen Reserve der belgischen Regierung weiterhin einsatzbereit gehalten. Die Kosten dafür werden mit 26 Mio. € pro Jahr angegeben. Im Juni 2016 hatte Luminus bekanntgegeben, dass das Kraftwerk aufgrund zu geringer Einsatzzeit unwirtschaftlich sei und dass es daher zum 31. Oktober 2017 stillgelegt werden soll; gleichzeitig würde aber über eine Entlohnung des Kraftwerksbetreiber für das Vorhalten einer Kapazitätsreserve verhandelt.
Da die Kernkraftwerke in Belgien bis 2025 abgeschaltet werden sollen, soll auf dem Kraftwerksgelände ein zweiter GuD-Block mit einer Gesamtleistung von 870 MW errichtet werden, der bis 2025 in Betrieb gehen soll.